# Politique en Palestine
 (décembre 2012).
 (décembre 2012).
Si vous disposez d'ouvrages ou d'articles de référence ou si vous connaissez des sites web de qualité traitant du thème abordé ici, merci de compléter l'article en donnant les références utiles à sa vérifiabilité et en les liant à la section « Notes et références ».
Après mai 1994, en application des accords d'Oslo, l'Autorité palestinienne a pris le contrôle de 10 territoires enclavés en Cisjordanie, dont Jéricho, Jénine, Naplouse, Ramallah et Bethléem. Il s'agit d'un véritable puzzle éparpillé sur tout le territoire de la Palestine, dont les pièces sont reliées entre elles par des routes en mauvais état.
Les gouvernements israéliens ont toujours soutenu une politique de colonisation juive autour de ces villes, et ont construit des autoroutes et des routes de contournement qui, dans les faits, ont contribué à isoler encore plus ces enclaves. De plus pour la construction des voies de communications, les Israéliens ont saisi plusieurs milliers d'hectares de terres cultivables palestiniennes (2 200 hectares entre 1995 et 1997).
Les Palestiniens ne sont maîtres aujourd'hui que de 4 % de la Cisjordanie et de 60 % de la bande de Gaza. Des centaines de milliers de réfugiés de l'intérieur ont dû abandonner leurs terres familiales et s'entasser dans les camps de réfugiés, où leurs enfants, travaillés par la propagande, sont à la merci des réseaux terroristes et islamistes, et fournissent la « chair à canon » des attentats-suicides. Les oranges de Gaza, fruits de l'immense orangeraie, et prises en otage par le blocus israélien des ports palestiniens, sont aujourd'hui entièrement exportées vers Israël pour faire du jus qui est le produit de transformation le moins rémunérateur.
Au moins 50 000 Palestiniens de Gaza traversent chaque jour la frontière pour aller se faire embaucher sur les chantiers et dans les plantations israéliennes de Tel-Aviv et de Jaffa. La fermeture de la frontière par les Israéliens est un geste politique et économique hautement symbolique et une mesure de rétorsion communément prise à la suite d'attentats ou lors des fêtes religieuses. La perte de salaire, en cas de fermeture, a été estimée pour la bande de Gaza à 6 millions de US dollars par jour.